# Barquisimeto
Barquisimeto est une ville du Venezuela, capitale de l'État de Lara. Elle est située à 272 km (351 km par la route) au sud-ouest de Caracas. Sa population s'élevait à 1 018 900 habitants en 2009 et celle de son agglomération à 1 320 000 habitants en 2022.

## Géographie

### Situation
Barquisimeto est au centre-ouest du Venezuela, à mi-chemin entre Caracas et Maracaibo. Elle est à 564 m d'altitude.

## Transport
(décembre 2018).
De nombreuses routes ainsi que son autoroute lui permettent de relier les différents villages et villes de la région. L'installation de lignes pour 80 trolleybus se fera d'ici mi-2007 à septembre 2008 pour son inauguration. Son aéroport permet à la population de rejoindre les grandes villes du Venezuela ainsi que quelques destinations sud-américaines.

## Histoire
La ville a été fondée en 1552 par le conquistador Don Juan de Villegas. Dénommée d'abord Nueva Segovia, elle occupa successivement divers emplacements, pour s'établir finalement à son emplacement actuel en 1563. Elle fut en grande partie détruite par le tremblement de terre de 1812, et n'a pu conserver qu'une faible partie de son architecture coloniale d'origine. Aujourd'hui, c'est une ville moderne, la quatrième plus grande ville du Venezuela, et elle occupe une place importante en raison de sa situation géographique sur l'axe de communication centre-ouest, de ses industries et de son agriculture.

## Population et société

### Démographie
| 1921    | 1926    | 1941    | 1950    | 1961      |
| ------- | ------- | ------- | ------- | --------- |
| 27 100  | 23 100  | 54 200  | 105 100 | 199 000   |
| 1971    | 1981    | 1990    | 2001    | 2009      |
| 234 300 | 523 101 | 625 450 | 862 519 | 1 018 900 |

### Enseignement
De nombreuses universités se trouvent à Barquisimeto, les principales étant les suivantes :
- Université Centroccidental Lisandro Alvarado ;
- Université Central de Venezuela ;
- Université Nacional Experimental Simón Rodríguez ;
- Université UPEL-Instituto Pedagógico de Barquisimeto ;
- Université Nacional Experimental Politécnica Antonio José de Sucre ;
- Université Fermin Toro ;
- Université Yacambú.

### Médias
Les journaux El Impulso et El Informador sont des quotidiens de la ville.

### Sport
- Les Guaros de Lara au basket-ball.
- Les Cardenales de Lara au baseball.
- Unión Lara FC au football.

## Économie

### Culture et patrimoine

#### Monuments et lieux historiques
Parmi les édifices civils, peuvent être cités le théâtre Juárez (Teatro Juares), plus grande salle de spectacle de l'État construite en 1905, l'obélisque de Barquisimeto (Obelisco de Barquisimeto) de 1952, le musée de Barquisimeto (Funda Museo de Barquisimeto) ou le Monument au Soleil (Monumento al Sol). La ville est également connue pour son patrimoine religieux, dont la cathédrale d'architecture moderne, la cathédrale Notre-Dame-du-Mont-Carmel siège de l'archidiocèse de Barquisimeto, ainsi que la célèbre statue de la Divine Bergère de Barquisimeto (Divina Pastora), l'une des principales icônes religieuses du Venezuela et patronne de la cité. La ville abrite également le parc zoologique et botanique Bararida (Parque Zoológico y Botánico Bararida) ainsi que le Parc Ayacucho (Parque Ayacucho).

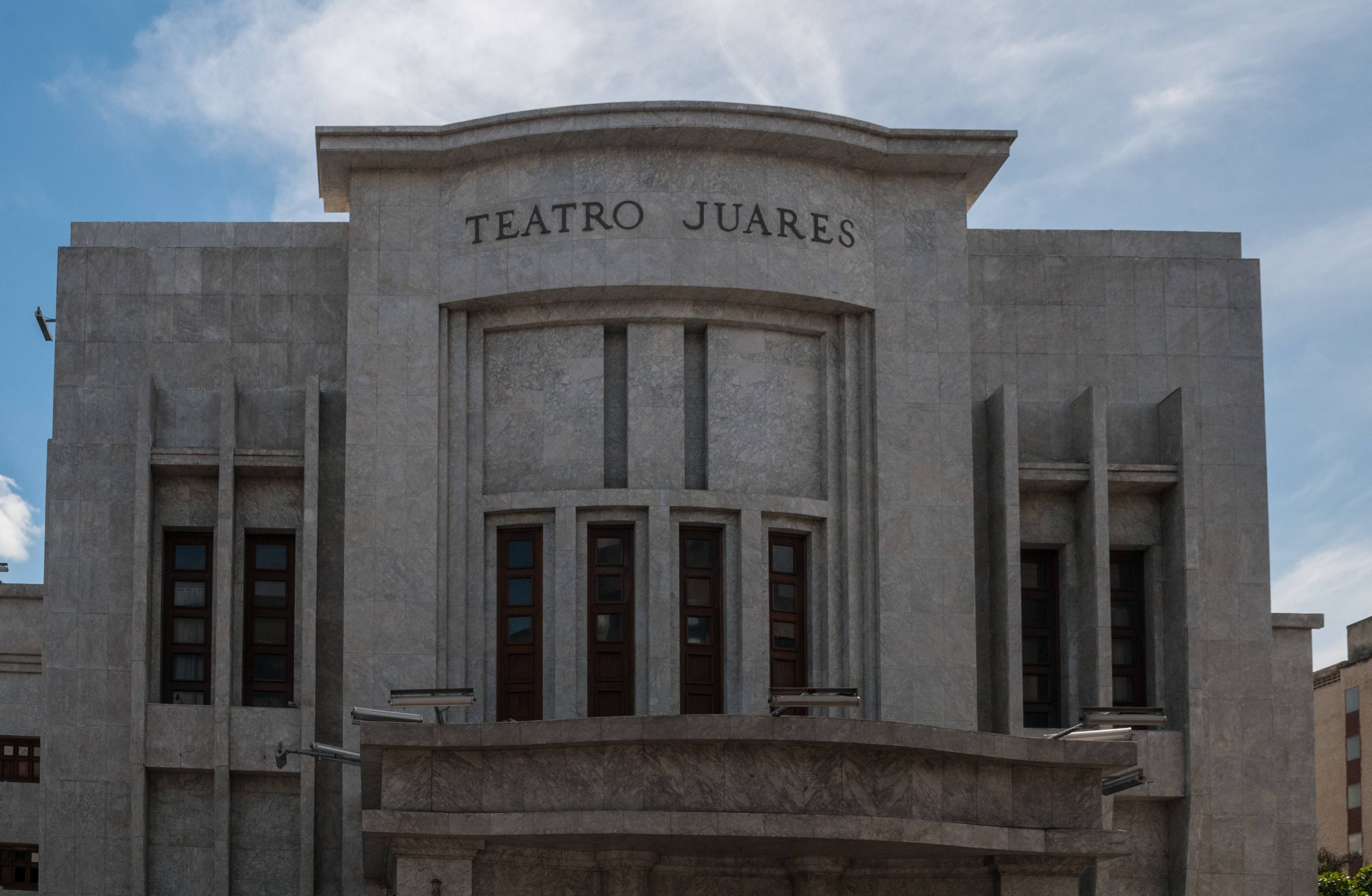
Le théâtre Juárez.
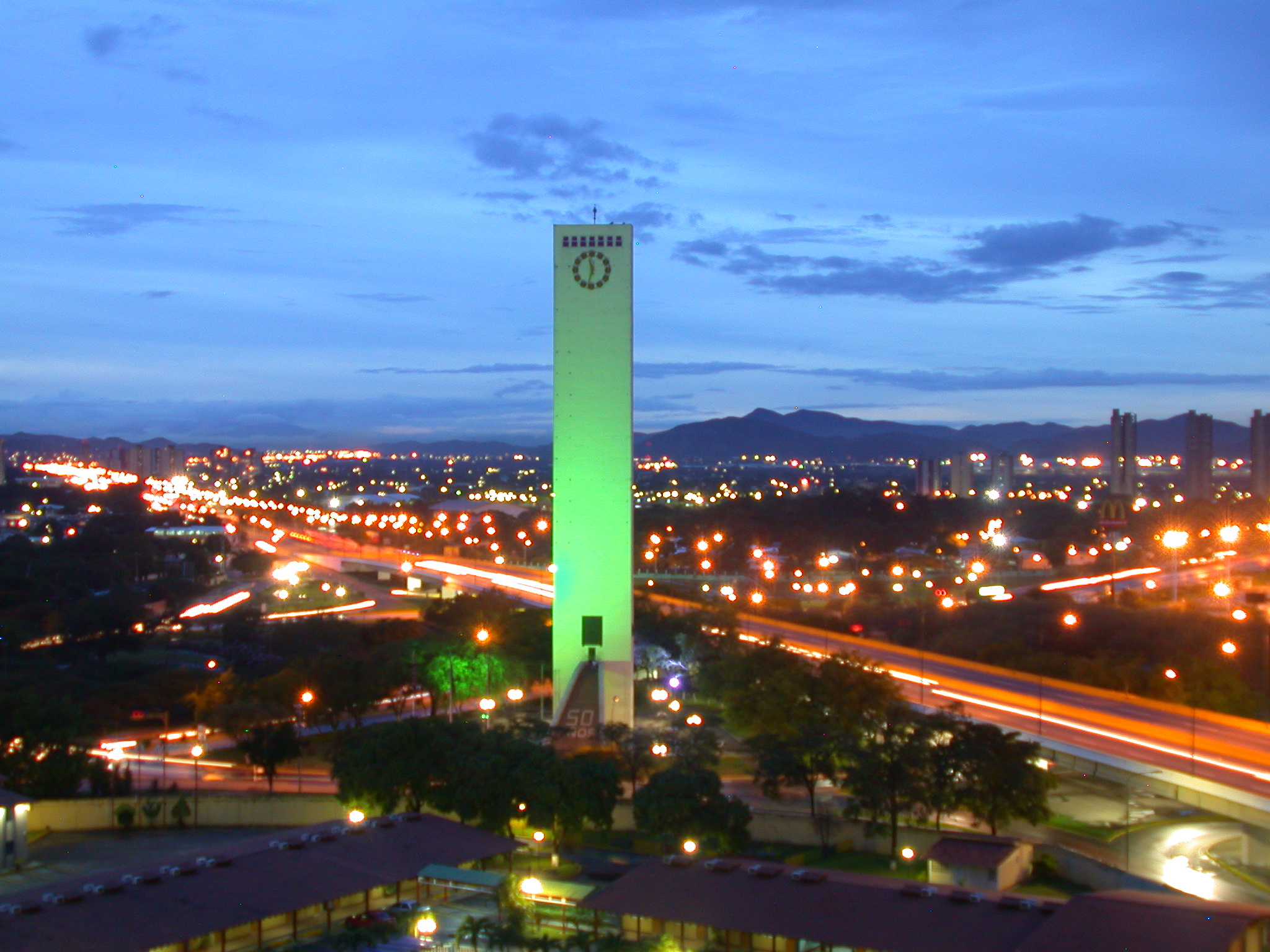
L'obélisque de Barquisimeto.
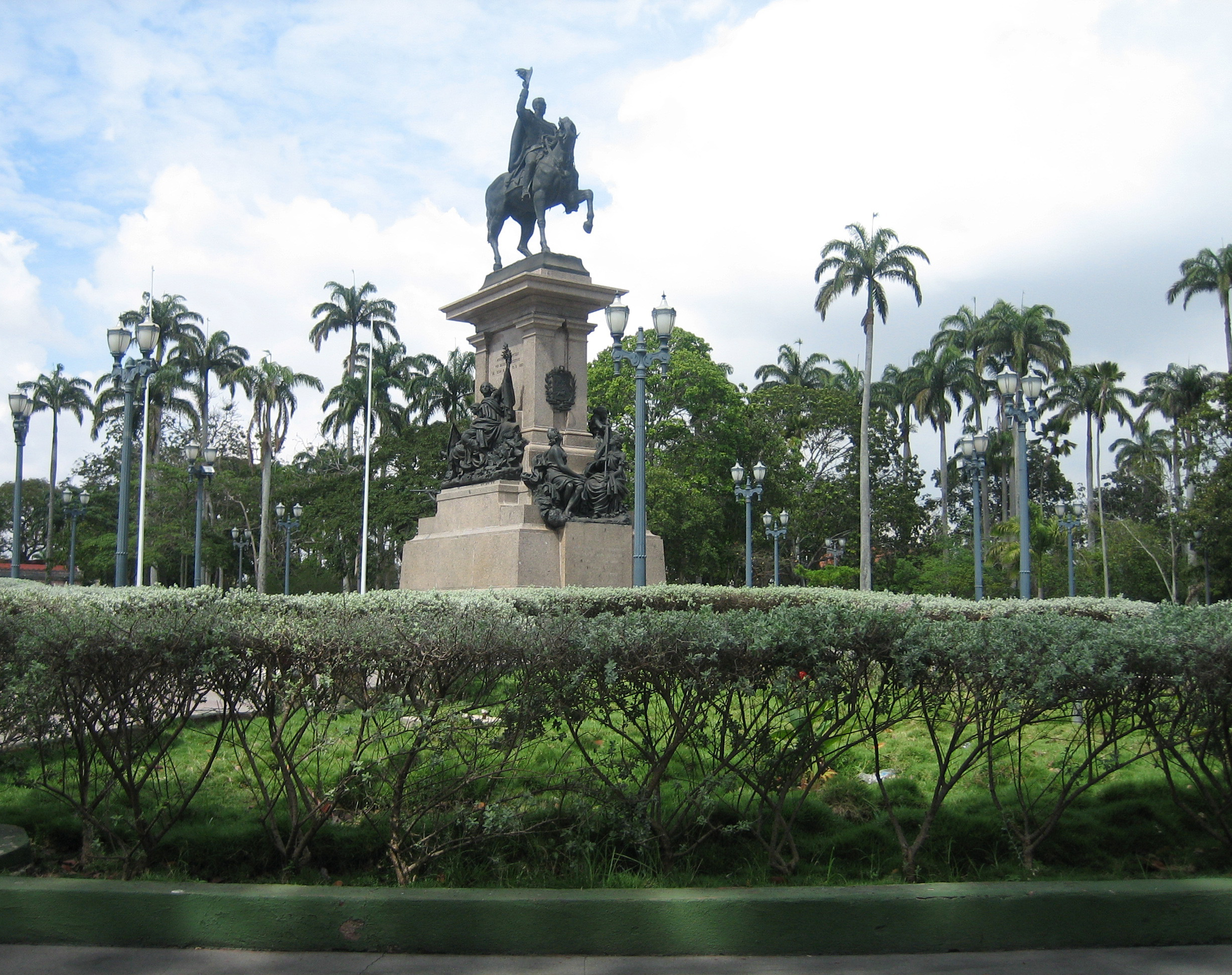
Le parc Ayacucho.
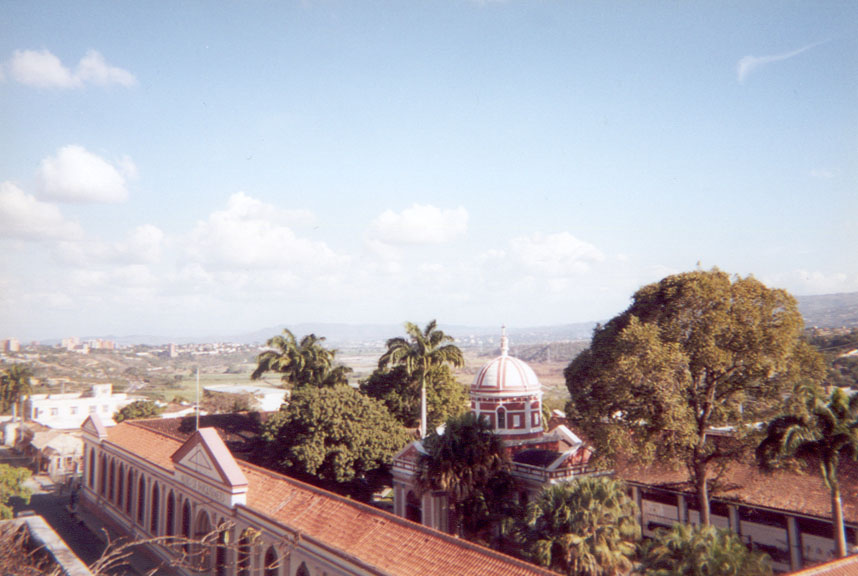
Le musée de Barquisimeto.
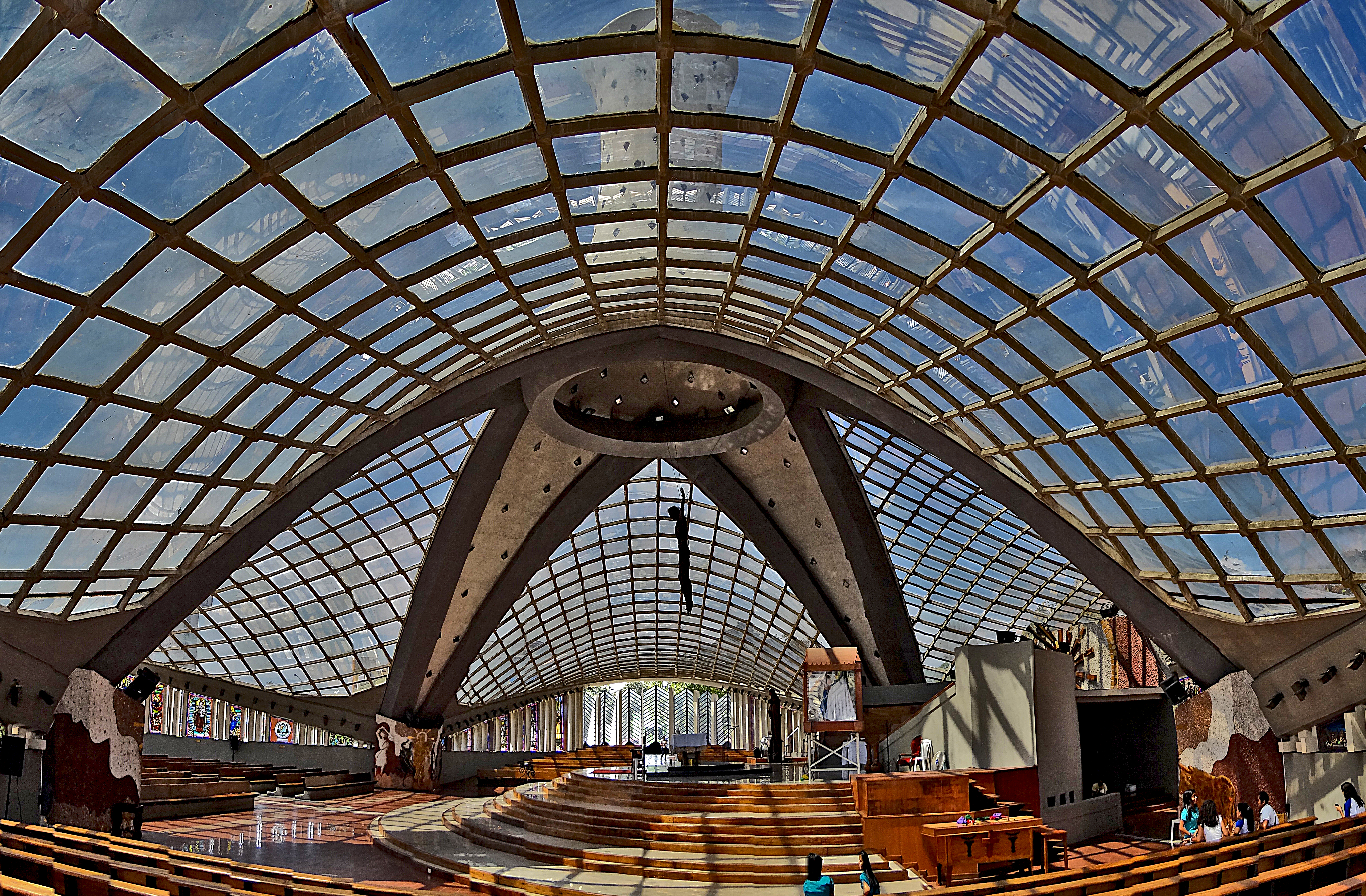
Vue intérieure de la cathédrale Notre-Dame-du-Mont-Carmel.
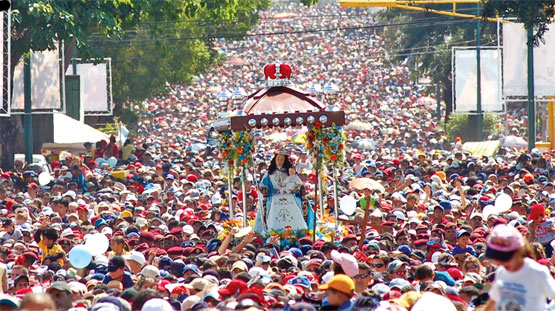
La statue de la Divine Bergère de Barquisimeto en 2013.
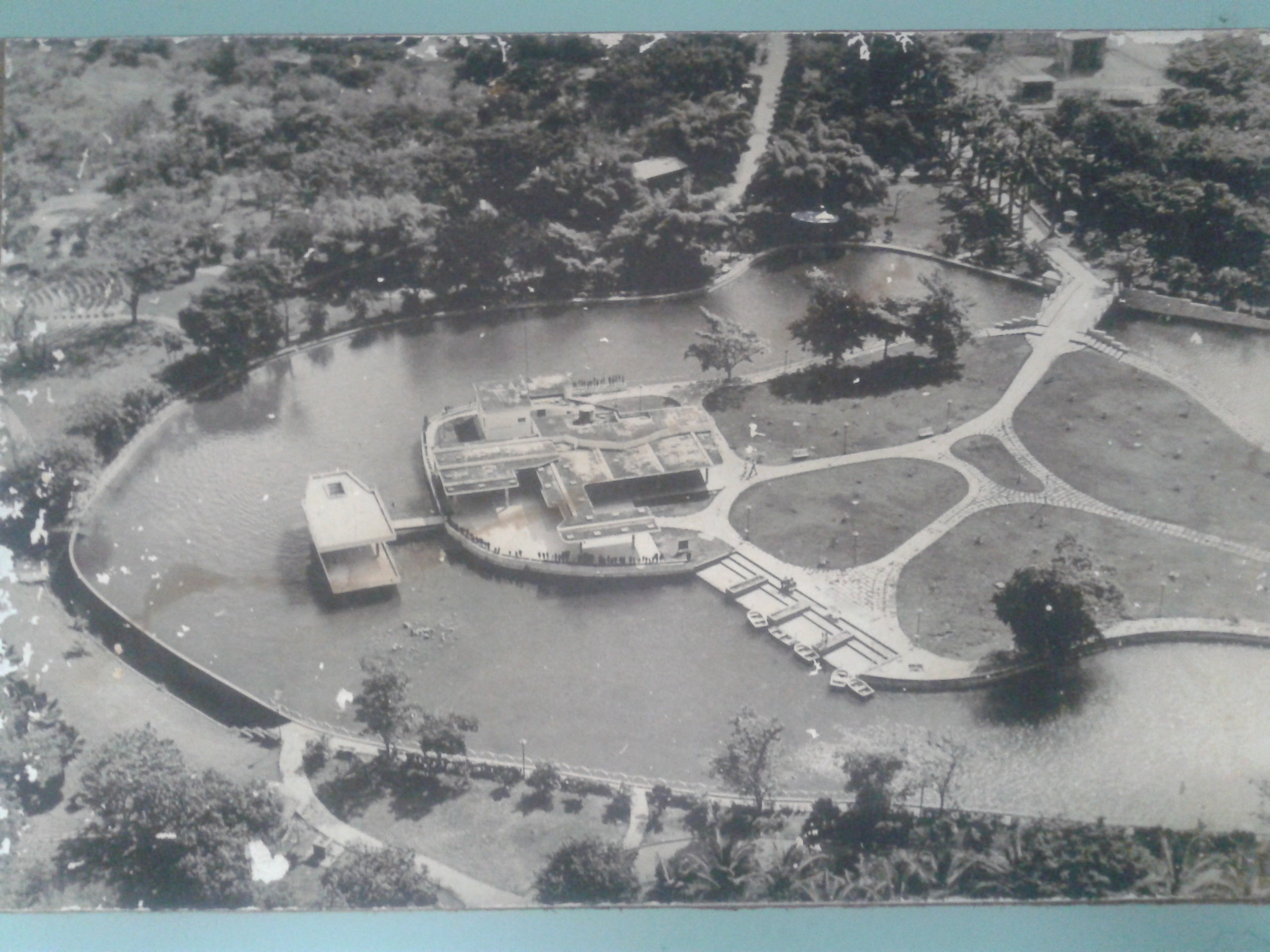
Vue aérienne du parc zoologique et botanique Bararida en 1967.

## Personnalités liées
Parmi les personnalités liées à Barquisimeto, peuvent être cités les hommes politiques Luis Florido, député, l'homme d'État Jorge Rodríguez, le poète Rafael Cadenas, les sportifs Eduar Villanueva, Carlos Carrasco, la mannequin Ninoska Vásquez et le chef d'orchestre internationalement reconnu Gustavo Dudamel.